# Stegastes nigricans
 Stegastes nigricans és una espècie de peix de la família dels pomacèntrids i de l'ordre dels perciformes.

## Morfologia
Els mascles poden assolir els 14 cm de longitud total.

## Distribució geogràfica
Es troba des del Mar Roig i l'Àfrica oriental fins a les Illes de la Línia, les Illes Marqueses, les Tuamotu, les Illes Ryukyu, Nova Caledònia. Absent de les Hawaii.